# Bogislaw III.
Bogislaw III. († nach 1200) war ein Fürst der Herrschaft Schlawe-Stolp in Hinterpommern. Er war ein Angehöriger der Ratiboriden, einer Nebenlinie des in Pommern herrschenden Greifenhauses. Über ihn ist wenig bekannt. 

## Leben
Eine Urkunde aus dem Jahre 1200, die in einer Abschrift des 15. Jahrhunderts überliefert ist, ist ausgestellt von ego Boguslaus et soror mea Dobroslaua de Sla[u]na („ich Bogislaw und meine Schwester Dobroslawa von Schlawe“). Dieser Bogislaw wird als ein Angehöriger der Ratiboriden, einer Nebenlinie des in Pommern herrschenden Greifenhauses, eingeordnet. Er und seine Schwester Dobroslawa von Schlawe waren demnach Kinder von Bogislaw von Schlawe und Enkel von Ratibor I. Er regierte in der in Hinterpommern gelegenen Herrschaft Schlawe-Stolp, auch als Land Schlawe bezeichnet. Er starb nach dem Jahre 1200. In der Herrschaft folgte ihm Ratibor II.

## Ehe und Nachkommen
Bogislaw III. war verheiratet mit einer namentlich nicht bekannten Tochter von Herzog Mieszko III. von Polen. Der Ehe entstammten: 
1. Ratibor II.[2] († vor 1227)
2. Margaretha (Audacia) († 1287) ⚭ Graf Heinrich I. von Schwerin († 1228)

Vereinzelt wurde auch eine Euphrosina, die als erste Ehefrau von Herzog Swantopolk dem Großen von Pommerellen genannt ist, als Tochter von Bogislaw III. angesehen.

## Zählung
Die Zählung der Herrscher des Greifenhauses ist seit jeher verwickelt. Von Alters her herrscht hier eine Ungleichheit, die manche Verwirrung hervorruft. Die Zählung von Bogislaw als Bogislaw III. ergibt sich, wenn man auch diesen Fürsten der Seitenlinie gemeinsam mit den Herzögen des Gesamthauses der Greifen zählt. Freilich bleibt auch bei dieser Zählweise Bogislaws Vater, Bogislaw von Schlawe, unberücksichtigt und erhält keine Nummer. 